# لوتون الشمالية (دائرة انتخابية في المملكة المتحدة)
لوتون الشمالية (بالإنجليزية: Luton North)‏ هي إحدى الدوائر الانتخابية في المملكة المتحدة الممثلة في مجلس العموم في برلمان المملكة المتحدة.
عضو البرلمان الذي يمثلها حالياً هو :Kelvin Hopkins (Lab).